# Đội tuyển bóng đá bãi biển quốc gia Ai Cập
Đội tuyển bóng đá bãi biển quốc gia Ai Cập đại diện Ai Cập ở các giải thi đấu bóng đá bãi biển quốc tế và được điều hành bởi Hiệp hội bóng đá Ai Cập, cơ quan quản lý bóng đá ở Ai Cập.

## Đội hình hiện tại
Chính xác tính đến tháng 7 năm 2009
Ghi chú: Quốc kỳ chỉ đội tuyển quốc gia được xác định rõ trong điều lệ tư cách FIFA. Các cầu thủ có thể giữ hơn một quốc tịch ngoài FIFA.
| Số | VT | Quốc gia | Cầu thủ               |
| -- | -- | -------- | --------------------- |
| 1  | TM |          | Mohamed Fawzy         |
| 2  | HV |          | Mohamed Zeinhom       |
| 4  | TĐ |          | Mohamed Rashid Do'rom |
| 5  | HV |          | Moustafa Abdelrahman  |
| 6  | HV |          | Mido                  |

| Số | VT | Quốc gia | Cầu thủ          |
| -- | -- | -------- | ---------------- |
| 7  | TV |          | Ahmed Abou Serie |
| 8  | TV |          | Mizo             |
| 9  | TĐ |          | Hany Ahmed       |
| 10 | TĐ |          | Ali Elbarbary    |
| 22 | TM |          | Mahmoud          |

Huấn luyện viên: Badr El Din Mahmoud

## Thành tích
- Thành tích tốt nhất tại Giải vô địch bóng đá bãi biển châu Phi: Hạng ba
  - 2006, 2011